# 宁都县
宁都县在中国江西省东南部、贡水支流梅江上游，是赣州市下辖的一个县，位於贛州市北部，總面積4053平方公里，是原中央蘇區核心縣，縣政府駐梅江鎮崇文路。

## 历史沿革
东吴嘉禾五年（236年），析雩都县置阳都县，为宁都建县之始。西晋太康元年（280年），改阳都为宁都。
南朝·宋大明五年（461年），析宁都置虔化县。
隋开皇九年（589年）虔化并入宁都。开皇十三年，陂阳县并入宁都县。开皇十八年，改宁都为虔化。
南唐保大十一年（953年），析虔化置石城县。
元元贞元年（1295年），升宁都县为州。明洪武二年（1369年）复改为县，属赣州府。清乾隆十九年（1754年），升宁都县为直隶州。
民国初直属于省，后属赣南道。
1929年后，宁都为中央苏区属县。1931年9月，宁都县分为宁都、彭湃两县。
1931年12月14日，国民革命军二十六路军将领赵博生等发动宁都暴动，并加入中国工农红军。
1932年2月，宁都、彭湃两县合并复名宁都。1933年1月13日，为纪念赵博生，宁都县改为博生县。同年7月又分为博生、洛口、长胜三县。
1934年10月14日，第五次反围剿失败后红军开始长征，三县复为宁都县，又回到国民政府治下。
1939年，日军侵占南昌，江西省政府南迁至泰和，1945年1月省政府再迁宁都，直至同年8月日本投降才回迁南昌。
1949年8月27日，中国人民解放军占领宁都县城，29日成立宁都县人民政府。此后江西省成立宁都分区，后改称宁都专区。1952年8月29日，宁都专区撤销，并入赣州专区。1999年7月赣州撤地设市，宁都成为地级赣州市辖县至今。

## 溃坝决堤
2020年中国南方水灾期间，6月2日至6日，宁都县肖田乡美佳山村长罗水电站水库溃坝决堤，2人溺亡，292户受灾，多亩农田被淹。

## 地理
宁都县位于江西省东南隅，北纬26°05'18″至27°08'13″，东经115°40'20″至116°17'15″之间。县境呈南北向狭长带状，南北最长117公里，东西最宽61公里。

### 地形
境内属赣南丘陵地带，山地、丘陵面积占全境80%以上。东部属武夷山余脉，西北部系雩山山脉，而中部则有梅江冲积平原纵贯南北，县城梅江镇即坐落其中。整体地势由北向南逐渐降低，海拔最高1454.9米，最低134米。

### 水系
全境属赣江水系，梅江及其主要支流琴江是境内的主要河流。北部建有大型水库团结水库。

### 气候
宁都地处亚热带季风气候区，气候湿润，雨水丰沛，年降水量在1500至1700毫米之间，年平均气温在14至19℃之间。

## 行政区划
宁都县下辖12个镇、12个乡：
梅江镇、青塘镇、长胜镇、黄陂镇、固村镇、赖村镇、石上镇、东山坝镇、洛口镇、小布镇、黄石镇、田头镇、竹笮乡、对坊乡、固厚乡、田埠乡、会同乡、湛田乡、安福乡、东韶乡、肖田乡、钓峰乡、大沽乡、蔡江乡和宁都县水东工业园。

## 人口
2020年末，寧都縣户籍人口835916人，比上年減少10249人。其中：男性442629人，女性393287人。

## 交通
宁都地处赣闽交际之地，自古就是交通要道。
有 236国道、 319国道、 356国道，昌厦一级公路， 济广高速公路和 泉南高速公路。以及正在修建昌宁高速公路，规划建设宁都到安远高速和广昌到吉安高速。

## 文化

### 客家文化
宁都是早期的客家人聚居地，客家人占总人口的98%以上，全县4500多个村庄，由“老客”始建和扩建的达3700多个，占82%。有“中国客家民俗文化之乡”之称，有本地特色的宁都采茶戏，宁都道情等，保留传统的民俗客家傩戏，桥绑灯，竹篙火龙等。

## 教育

### 古代教育
宁都自古崇教兴学，文风昌盛，有“文乡诗国”之美誉。
古代教育主要倚靠官府与民间力量举办，官方教育机构为州学、县学以及各级书院，民间则以姓氏宗族办学、坊堡联村办学、名儒设馆办学三大力量为主，相互补充，构成初步教育体系。而因历代制度有别，两大力量在不同时期各有侧重。
西晋豫章太守范宁在江西首开废除“学在官府”之例，至唐代初年，宁都私塾已成规模。自唐以降，形成县学、书院、私塾、义塾结合的教育体系。
私塾在宁都教育中占据重要地位。清末新政取消科举，实行新学，县学、书院均停办儒学，惟私塾不为所动。中华民国推行“国民教育实施方案”欲取缔私塾，但也无疾而终。乃至中华人民共和国成立后的1950年，私塾仍被准许以“旧瓶装新酒”的形式存在。1958年大跃进后，公办村小普及，私塾才退出历史舞台。
自宋至清，宁都考中状元2人，探花1人，进士125人，举人413人，载入史册的文臣武将“均居南赣之首”。

### 现代教育
- 江西省宁都中学，江西省重点中学
- 江西省宁师中学
- 宁都四中
- 博生中学，江西省2024建设中学

## 风景名胜
- 翠微峰
- 灵华山
- 莲花山
- 东龙村，江西省历史文化名村
- 全国重点文物保护单位：宁都起义指挥部旧址
- 江西省文物保护单位10处：
  - 翠微峰石刻
  - 红一方面军总前委“黄陂会议”会址
  - 江西省军区司令部旧址
  - 朗际节孝坊
  - 宁都会议旧址
  - 宁都江西省苏维埃政府旧址
  - 山堂古窑
  - 水口塔
  - 中共苏区中央局旧址
  - 中国共产党江西省委员会旧址